# Lei Foraker
A Lei Foraker, oficialmente nomeada como Lei Orgânica de 1900, é uma lei federal dos Estados Unidos que estabeleceu um governo civil (limitado) sobre a ilha de Puerto Rico, que havia sido recém-adquirida pelos Estados Unidos como resultado da Guerra Hispano-Americana. A seção VII da Lei Foraker também estabeleceu uma cidadania porto-riquenha. O presidente dos EUA, William McKinley assinou-a em 12 de abril de 1900, tornando-se conhecida como Foraker Act em referência ao seu patrocinador, o senador Joseph Benson Foraker.
O novo governo possuia um governador e um conselho nomeado pelo Presidente dos Estados Unidos, uma Câmara de Deputados com 35 membros eleitos, um sistema judicial com uma Suprema Corte e um Tribunal Distrital e um representante sem direito a voto no Congresso. No Conselho Executivo, foram eleitos 5 indivíduos entre os moradores da ilha, enquanto o resto eram pessoas em posições importantes no topo do gabinete, incluindo um procurador-geral e chefe de polícia (ambos nomeados pelo Presidente dos Estados Unidos). Um Supremo Tribunal Insular também foi nomeado. Além disso, todas as leis federais dos Estados Unidos entraram em vigor na ilha. O primeiro governador civil nos termos da Lei Foraker foi Charles Helbert Allen, empossado em 1 de maio de 1900 em San Juan, Puerto Rico. Esta lei foi substituída em 1917 pela Lei Jones-Shafroth.